# Gran Premio del Messico 2019
Il Gran Premio del Messico 2019 è stata la diciottesima prova della stagione 2019 del campionato mondiale di Formula 1. La gara si è corsa domenica 27 ottobre 2019 all'Autodromo Hermanos Rodríguez di Città del Messico ed è stata vinta dal britannico Lewis Hamilton su Mercedes, al suo ottantatreesimo successo nel mondiale. Hamilton ha preceduto all'arrivo il tedesco Sebastian Vettel su Ferrari e il suo compagno di scuderia, il finlandese Valtteri Bottas.
La vittoria di Lewis Hamilton è la centesima per la Mercedes, quale costruttore.
Gli organizzatori del gran premio sono stati premiati dalla Formula One Management con il Race Promoters' Trophy, quale gara meglio organizzata della stagione 2019. È la quinta affermazione consecutiva per la gara messicana, che aveva vinto tale riconoscimento anche per l'edizione 1986.

## Vigilia

### Sviluppi futuri
Dalla stagione 2020, la Scuderia Toro Rosso cambierà il suo nome in Scuderia AlphaTauri per promuovere l'omonimo marchio di moda creato nel 2016, come estensione del distintivo Red Bull, abbandonando così dopo 14 anni la denominazione attuale. Il nome deriva da Aldebaran, stella rossa della costellazione del Toro e rende omaggio alla società fondatrice.

### Analisi per il campionato piloti
Lewis Hamilton comanda la classifica riservata ai piloti, con 64 punti di margine su Valtteri Bottas, suo compagno di scuderia. Al britannico basta ampliare il margine di vantaggio a 78 punti per aggiudicarsi il sesto titolo piloti, il terzo consecutivo.
Per fare ciò Hamilton deve:
- Vincere e segnare il giro veloce in gara, con Bottas fuori dal podio;
- Vincere, anche senza segnare il giro veloce, con Bottas che non termina tra i primi quattro;
- Giungere secondo, facendo segnare il giro veloce, con Bottas al massimo ottavo;
- Giungere secondo, anche senza giro veloce, ma con Bottas al massimo ottavo e senza giro veloce;
- Giungere terzo, ottenendo il giro veloce, con Bottas al massimo nono;
- Giungere terzo, anche senza ottenere il miglior giro in gara, con Bottas al massimo decimo, ma senza giro veloce.[3]

La Mercedes si è già assicurata il titolo riservato ai costruttori, il sesto consecutivo, nel gran premio precedente in Giappone.

### Aspetti tecnici
Per il gran premio la Pirelli, fornitrice unica degli pneumatici, porta gomme di tipo C2, C3 e C4.
Rispetto alle edizioni precedenti, la FIA aggiunge una terza zona per l'utilizzo del Drag Reduction System; oltre alle due zone confermate rispettivamente sul rettifilo dei box e sulla Recta Trasera (tra le curve 3 e 4), con un unico detection point fissato all'uscita della curva 15, la nuova zona è aggiunta tra le curve 11 e 12, con detection point stabilito dopo la curva 9.

### Aspetti sportivi
L'ex pilota di Formula 1, lo statunitense Danny Sullivan, è nominato commissario aggiunto per la gara. Ha svolto tale funzione anche in passato, l'ultima al Gran Premio d'Ungheria.
Nel corso della prima sessione di prove libere del venerdì il canadese Nicholas Latifi ha preso il posto di Robert Kubica, alla Williams.

## Prove

### Resoconto
All'inizio della prima sessione la pista si presenta umida, per la pioggia caduta nella notte. Il più veloce è Lewis Hamilton che, con gomme di mescola morbida, ottiene 1'17"446. Il campione del mondo ha preceduto di meno di due decimi Charles Leclerc, che però ha utilizzato gomme di mescola dura. Alle spalle del monegasco si sono posizionate le due Red Bull Racing. L'altro pilota della Mercedes, Valtteri Bottas, si è invece concentrato sull'utilizzo delle gomme morbide, evidenziando un certo degrado di questo tipo di mescole, chiudendo con il quinto tempo, a quasi sette decimi dal compagno di team.
Chiude solo con il sesto tempo Sebastian Vettel, autore di diversi bloccaggi in frenata. L'aria rarefatta del tracciato, posizionato in quota, rende poco guidabili le monoposto.
La sessione è stata interrotta con l'esposizione della bandiera rossa, dopo l'incidente di Lance Stroll, alla penultima curva della pista. Il canadese è comunque rientrato ai box e ha potuto completare il lavoro della sessione.
Nella seconda sessione si è portato al comando Sebastian Vettel. Anche in questo caso il pilota più rapido ha ottenuto il tempo con gomme di mescola soft, anche se le Ferrari hanno testato a lungo le gomme di mescola media. Al secondo posto si è piazzato Max Verstappen (staccato di un decimo), che ha preceduto l'altro ferrarista Leclerc. La vettura del monegasco ha mostrato poca stabilità, tanto che si è intervenuto sulle barre di torsione.
Al quarto e quinto posto vi sono le due Mercedes, che hanno mostrato una buona competitività sul passo di gara, mentre permangono i problemi di consumo delle gomme soft, da utilizzare nel giro secco di qualifica. Le due vetture tedesche hanno preceduto le due Toro Rosso.
A circa 20 minuti dall'inizio della sessione Alexander Albon ha perso il controllo della sua vettura, all'altezza della curva 7. La sua Red Bull ha colpito, nella parte posteriore e poi lateralmente, le barriere. La sessione è stata quindi brevemente interrotta per permettere la risistemazione delle barriere stesse.
Anche la sessione di prove libere del sabato inizia con pista umida, per la pioggia che ha bagnato il tracciato nella notte. Il più veloce è Charles Leclerc che precede di pochi millesimi il suo compagno di scuderia Sebastian Vettel. Il tedesco ha perso parte della sessione per un problema tecnico, e ha continuato a soffrire di problemi con il suo sedile.
Alle spalle delle vetture italiane si sono classificate le due Mercedes, che hanno utilizzato la sessione per testare le gomme di mescola media. Al quinto posto c'è Carlos Sainz Jr. della McLaren, davanti a Pierre Gasly. Il francese della Scuderia Toro Rosso, debilitato per un problema fisico, ha potuto sfruttare solo la parte finale della sessione. Le Red Bull Racing, invece, si sono concentrate su un lavoro maggiormente puntato sulla gara.
Grossi problemi tecnici hanno afflitto le Renault, che non hanno potuto compiere un solo giro cronometrato.

### Risultati
Nella prima sessione del venerdì si è avuta questa situazione:
| Pos | Nº | Pilota          | Costruttore           | Tempo    | Gap    | Giri |
| --- | -- | --------------- | --------------------- | -------- | ------ | ---- |
| 1   | 44 | Lewis Hamilton  | Mercedes              | 1'17"327 |        | 25   |
| 2   | 16 | Charles Leclerc | Ferrari               | 1'17"446 | +0"119 | 23   |
| 3   | 33 | Max Verstappen  | Red Bull Racing-Honda | 1'17"461 | +0"134 | 17   |

Nella seconda sessione del venerdì si è avuta questa situazione:
| Pos | Nº | Pilota           | Costruttore           | Tempo    | Gap    | Giri |
| --- | -- | ---------------- | --------------------- | -------- | ------ | ---- |
| 1   | 5  | Sebastian Vettel | Ferrari               | 1'16"607 |        | 35   |
| 2   | 33 | Max Verstappen   | Red Bull Racing-Honda | 1'16"722 | +0"115 | 37   |
| 3   | 16 | Charles Leclerc  | Ferrari               | 1'17"072 | +0"465 | 34   |

Nella sessione del sabato mattina si è avuta questa situazione:
| Pos | Nº | Pilota           | Costruttore | Tempo    | Gap    | Giri |
| --- | -- | ---------------- | ----------- | -------- | ------ | ---- |
| 1   | 16 | Charles Leclerc  | Ferrari     | 1'16"145 |        | 14   |
| 2   | 5  | Sebastian Vettel | Ferrari     | 1'16"172 | +0"027 | 11   |
| 3   | 77 | Valtteri Bottas  | Mercedes    | 1'16"259 | +0"114 | 18   |

## Qualifiche

### Resoconto
In qualifica il primo tempo significativo è di Sebastian Vettel (1'16"859), rapidamente battuto da Alexander Albon, con 1'16"175. Il thailandese precede di mezzo secondo Charles Leclerc. Tra il monegasco e il pilota della Red Bull Racing si pone, poi, Lewis Hamilton.
L'altro pilota della Mercedes, Valtteri Bottas, è quinto, prima che Max Verstappen, con 1'15"949, sia il primo pilota a scendere sotto il muro del minuto e sedici secondi. Albon scala in seguito al secondo posto, a due decimi dal tempo di Verstappen. Anche Leclerc riduce il distacco dall'olandese a soli quattro decimi. La lotta per la qualificazione alla seconda fase vede impegnate, oltre che le Williams, le Racing Point e le Haas. Restano eliminati Lance Stroll, Kevin Magnussen, Romain Grosjean, George Russell e Robert Kubica.
In Q2 le prime vetture ad affrontare il tracciato sono le Toro Rosso, prima che Lewis Hamilton si piazzi al comando. Poco dopo è il turno di Sebastian Vettel, che ottiene 1'15"914. Alle sue spalle sale Max Verstappen, a due decimi, che precede Leclerc, a tre decimi dal tempo del tedesco. Albon è quinto, mentre Hamilton, dopo un errore di guida, rovina il suo secondo tentativo con gomme medie. Anche Valtteri Bottas era stato autore di un errore di guida nel primo giro lanciato, ma con il secondo tentativo sale al quarto posto. Prende la settima piazza il pilota locale Sergio Pérez, davanti a Hülkenberg, Norris e Ricciardo.
Le Ferrari si lanciano per un nuovo tentativo, su gomme morbide, mentre le Mercedes rimangono ancora su gomme di mescola media. Le vetture di Maranello però non migliorano i tempi già ottenuti, con gomma media, che è quindi la mescola con cui partiranno in gara. Le Mercedes invece monopolizzano i primi due posti della graduatoria.
Carlos Sainz Jr. strappa il quarto tempo, mentre l'altro pilota della McLaren, Lando Norris, il sesto. Sergio Pérez è eliminato per pochi millesimi. Oltre al messicano non passano in Q3 le Renault e le Alfa Romeo.
Nella fase decisiva il primo pilota a chiudere un giro è Lando Norris, battuto subito dalle monoposto Toro Rosso. Con l'arrivo dei piloti dei team di vertice la classifica viene modificata. Bottas ottiene 1'15"338, battuto dall'1'15"290 di Hamilton. Vettel si prende il comando con 1'15"170, prima che Verstappen ottenga 1'14"910. Alexander Albon si inserisce in mezzo alle Mercedes, mentre Charles Leclerc è secondo, a un decimo dall'olandese della Red Bull.
Nel secondo giro lanciato Vettel e Albon non si migliorano, nel primo settore, come fa invece Leclerc, che si migliora sia nel primo che nel secondo intermedio, ma commette un errore nel terzo. A pochi secondi dal termine Bottas esce di pista all'ultima curva, colpendo le barriere, con la vettura pesantemente danneggiata. Poco dopo passa sul punto Verstappen che migliora il tempo, ma in regime di bandiera gialla.
La pole position di Verstappen è poi annullata dai commissari, che lo penalizzano di tre posizioni sulla griglia di partenza e di due punti sulla Superlicenza. Entrano in prima fila, così, le due Ferrari. Per Charles Leclerc è la settima pole position. Al termine delle qualifiche Bottas, protagonista dell'incidente nelle fasi finali, chiede agli organizzatori di modificare le barriere nel punto dell'incidente.

### Risultati
Nella sessione di qualifica si è avuta questa situazione:
| Pos                         | Nº | Pilota             | Costruttore               | Q1       | Q2       | Q3       | Griglia |
| --------------------------- | -- | ------------------ | ------------------------- | -------- | -------- | -------- | ------- |
| 1                           | 33 | Max Verstappen     | Red Bull Racing-Honda     | 1'15"949 | 1'16"136 | 1'14"758 | 4       |
| 2                           | 16 | Charles Leclerc    | Ferrari                   | 1'16"364 | 1'16"219 | 1'15"024 | 1       |
| 3                           | 5  | Sebastian Vettel   | Ferrari                   | 1'16"696 | 1'15"914 | 1'15"170 | 2       |
| 4                           | 44 | Lewis Hamilton     | Mercedes                  | 1'16"424 | 1'15"721 | 1'15"262 | 3       |
| 5                           | 23 | Alexander Albon    | Red Bull Racing-Honda     | 1'16"175 | 1'16"574 | 1'15"336 | 5       |
| 6                           | 77 | Valtteri Bottas    | Mercedes                  | 1'17"062 | 1'15"852 | 1'15"338 | 6       |
| 7                           | 55 | Carlos Sainz Jr.   | McLaren-Renault           | 1'17"044 | 1'16"267 | 1'16"014 | 7       |
| 8                           | 4  | Lando Norris       | McLaren-Renault           | 1'17"092 | 1'16"447 | 1'16"322 | 8       |
| 9                           | 26 | Daniil Kvjat       | Scuderia Toro Rosso-Honda | 1'17"041 | 1'16"657 | 1'16"469 | 9       |
| 10                          | 10 | Pierre Gasly       | Scuderia Toro Rosso-Honda | 1'17"065 | 1'16"679 | 1'16"586 | 10      |
| 11                          | 11 | Sergio Pérez       | Racing Point-BWT Mercedes | 1'17"465 | 1'16"687 | N.D.     | 11      |
| 12                          | 27 | Nico Hülkenberg    | Renault                   | 1'17"608 | 1'16"885 | N.D.     | 12      |
| 13                          | 3  | Daniel Ricciardo   | Renault                   | 1'17"270 | 1'16"933 | N.D.     | 13      |
| 14                          | 7  | Kimi Räikkönen     | Alfa Romeo Racing-Ferrari | 1'17"225 | 1'16"967 | N.D.     | 14      |
| 15                          | 99 | Antonio Giovinazzi | Alfa Romeo Racing-Ferrari | 1'17"794 | 1'17"269 | N.D.     | 15      |
| 16                          | 18 | Lance Stroll       | Racing Point-BWT Mercedes | 1'18"065 | N.D.     | N.D.     | 16      |
| 17                          | 20 | Kevin Magnussen    | Haas-Ferrari              | 1'18"436 | N.D.     | N.D.     | 17      |
| 18                          | 8  | Romain Grosjean    | Haas-Ferrari              | 1'18"599 | N.D.     | N.D.     | 18      |
| 19                          | 63 | George Russell     | Williams-Mercedes         | 1'18"823 | N.D.     | N.D.     | 19      |
| 20                          | 88 | Robert Kubica      | Williams-Mercedes         | 1'20"179 | N.D.     | N.D.     | 20      |
| Tempo limite 107%: 1'21"265 |    |                    |                           |          |          |          |         |

In grassetto sono indicate le migliori prestazioni in Q1, Q2 e Q3.

## Gara

### Resoconto
Charles Leclerc mantiene il comando alla partenza, mentre Sebastian Vettel resiste all'attacco di Lewis Hamilton. Poco dopo il britannico si tocca con Max Verstappen, ma i due sono in grado di proseguire, anche se Alexander Albon e Carlos Sainz Jr. si inseriscono alle spalle del duo della Ferrari, mentre Verstappen è passato anche da Valtteri Bottas. Nel contatto con l'olandese, Hamilton danneggia il fondo della sua monoposto, che lo costringe, per tutta la gara, a modificare il suo stile di guida.
Sempre nel corso del primo giro Leclerc arriva lungo alla curva 4, e viene urtato, leggermente, da Vettel. Al quarto giro Verstappen passa Bottas alla curva 13, ma la sua gomma posteriore destra viene forata: il pilota della Red Bull Racing è costretto a compiere quasi un giro senza la copertura, prima di potere entrare ai box, per cambiare le gomme. Alla sosta Verstappen opta per gomme dure.
Al settimo giro Bottas passa Sainz Jr. per la quinta posizione. Tre giri dopo Sergio Pérez passa Daniil Kvjat per l'ottavo posto, prima che il russo entri ai box per il cambio gomme. Al dodicesimo giro si ferma anche Lando Norris. Alla ripartenza la gomma anteriore sinistra non è ben fissata, ciò che costringe l'inglese a fermarsi alla fine della corsia dei box, ed essere riportato alla piazzola della sua scuderia, per fissare lo pneumatico. La McLaren non viene penalizzata per unsafe release in quanto il pilota è stato fermato per precauzione, prima di sapere, con certezza, che la ruota non fosse ben fissata.
Al giro 14 si ferma Albon, che monta ancora coperture medie. Un giro dopo è il turno di Leclerc, che anche lui rimonta la stessa tipologia di gomme. Ai box si ferma anche Sainz Jr.. Al comando si trova così Sebastian Vettel, con 1"9 di margine su Hamilton, 8"9 Bottas e 17"5 Leclerc; seguono poi Albon e Pérez. Il messicano attende il ventesimo giro per il cambio gomme. Hamilton si ferma al ventitreesimo passaggio, passando a gomme dure; rientra in pista al quarto posto. Nello stesso giro c'è un contatto tra Verstappen e Kevin Magnussen.
Al trentesimo giro Vettel, che non ha effettuato la sosta, comanda con 6"1 su Bottas, 12"6 su Leclerc, 18"3 su Hamilton e 24"5 su Albon. Vettel perde un po' di tempo nei doppiaggi, prima di fermarsi al giro 37, dove monta gomme dure. Un giro prima si era fermato anche Valtteri Bottas, anche lui passato da gomme medie a gomme dure. Passa a condurre Charles Leclerc, che è davanti a Lewis Hamilton, Alexander Albon, Sebastian Vettel, Valtteri Bottas e Daniel Ricciardo, che non si è ancora fermato.
Al quarantaduesimo giro Leclerc effettua la seconda sosta, passando a gomme dure. Il pit stop non è perfetto, e costa al ferrarista quattro secondi. Il monegasco rientra in gara quinto, ma passa presto quarto, dopo la seconda sosta di Albon. Hamilton conduce su Vettel, con un margine di circa tre secondi. Al giro 50 c'è la sosta di Daniel Ricciardo, che da sesto passa ottavo.
Grazie ai doppiaggi, Bottas si avvicina a Vettel, così come Leclerc riduce il margine sul finlandese. Al cinquantasettesimo giro il monegasco va lungo alla prima staccata, e perde l'occasione per passare Bottas. Più dietro Ricciardo attacca Pérez, ma commette anche lui un errore in frenata, va lungo nella via di fuga e permette al messicano di mantenere il settimo posto.
Negli ultimi giri Vettel riduce il margine su Hamilton, senza però riuscire a impensierirlo per la vittoria. Per il britannico è l'ottantatreesimo successo nel mondiale; la vittoria in Messico è la centesima, come costruttore, per la Mercedes. Il terzo posto del compagno di scuderia, Bottas, non consente a Hamilton di conquistare, matematicamente, il sesto titolo mondiale, il terzo consecutivo. Il secondo posto di Vettel è il suo centoventesimo podio nel mondiale.

### Risultati
I risultati del Gran Premio sono i seguenti:
| Pos | Nº | Pilota             | Costruttore               | Giri | Tempo/Ritiro      | Griglia | Punti |
| --- | -- | ------------------ | ------------------------- | ---- | ----------------- | ------- | ----- |
| 1   | 44 | Lewis Hamilton     | Mercedes                  | 71   | 1h36'48"904       | 3       | 25    |
| 2   | 5  | Sebastian Vettel   | Ferrari                   | 71   | +1"766            | 2       | 18    |
| 3   | 77 | Valtteri Bottas    | Mercedes                  | 71   | +3"553            | 6       | 15    |
| 4   | 16 | Charles Leclerc    | Ferrari                   | 71   | +6"368            | 1       | 13    |
| 5   | 23 | Alexander Albon    | Red Bull Racing-Honda     | 71   | +21"399           | 5       | 10    |
| 6   | 33 | Max Verstappen     | Red Bull Racing-Honda     | 71   | +1'08"807         | 4       | 8     |
| 7   | 11 | Sergio Pérez       | Racing Point-BWT Mercedes | 71   | +1'13"819         | 11      | 6     |
| 8   | 3  | Daniel Ricciardo   | Renault                   | 71   | +1'14"924         | 13      | 4     |
| 9   | 10 | Pierre Gasly       | Scuderia Toro Rosso-Honda | 70   | +1 giro           | 10      | 2     |
| 10  | 27 | Nico Hülkenberg    | Renault                   | 70   | +1 giro           | 12      | 1     |
| 11  | 26 | Daniil Kvjat       | Scuderia Toro Rosso-Honda | 70   | +1 giro           | 9       |       |
| 12  | 18 | Lance Stroll       | Racing Point-BWT Mercedes | 70   | +1 giro           | 16      |       |
| 13  | 55 | Carlos Sainz Jr.   | McLaren-Renault           | 70   | +1 giro           | 7       |       |
| 14  | 99 | Antonio Giovinazzi | Alfa Romeo Racing-Ferrari | 70   | +1 giro           | 15      |       |
| 15  | 20 | Kevin Magnussen    | Haas-Ferrari              | 69   | +2 giri           | 17      |       |
| 16  | 63 | George Russell     | Williams-Mercedes         | 69   | +2 giri           | 19      |       |
| 17  | 8  | Romain Grosjean    | Haas-Ferrari              | 69   | +2 giri           | 18      |       |
| 18  | 88 | Robert Kubica      | Williams-Mercedes         | 69   | +2 giri           | 20      |       |
| Rit | 7  | Kimi Räikkönen     | Alfa Romeo Racing-Ferrari | 58   | Surriscaldamento  | 14      |       |
| Rit | 4  | Lando Norris       | McLaren-Renault           | 48   | Ritiro volontario | 8       |       |

Charles Leclerc riceve un punto addizionale per avere segnato il giro più veloce della gara.

## Classifiche mondiali

### Piloti
| Pos | Pilota             | Punti |
| --- | ------------------ | ----- |
| 1   | Lewis Hamilton     | 363   |
| 2   | Valtteri Bottas    | 289   |
| 3   | Charles Leclerc    | 236   |
| 4   | Sebastian Vettel   | 230   |
| 5   | Max Verstappen     | 220   |
| 6   | Pierre Gasly       | 77    |
| 7   | Carlos Sainz Jr.   | 76    |
| 8   | Alexander Albon    | 74    |
| 9   | Sergio Pérez       | 43    |
| 10  | Daniel Ricciardo   | 38    |
| 11  | Nicolas Hülkenberg | 35    |
| 12  | Lando Norris       | 35    |
| 13  | Daniil Kvjat       | 34    |
| 14  | Kimi Räikkönen     | 31    |
| 15  | Lance Stroll       | 21    |
| 16  | Kevin Magnussen    | 20    |
| 17  | Romain Grosjean    | 8     |
| 18  | Antonio Giovinazzi | 4     |
| 19  | Robert Kubica      | 1     |

### Costruttori
| Pos | Costruttore               | Punti |
| --- | ------------------------- | ----- |
| 1   | Mercedes                  | 652   |
| 2   | Ferrari                   | 466   |
| 3   | Red Bull Racing-Honda     | 341   |
| 4   | McLaren-Renault           | 111   |
| 5   | Renault                   | 73    |
| 6   | Scuderia Toro Rosso-Honda | 64    |
| 7   | Racing Point-BWT Mercedes | 64    |
| 8   | Alfa Romeo Racing-Ferrari | 35    |
| 9   | Haas-Ferrari              | 28    |
| 10  | Williams-Mercedes         | 1     |